# Derrick Lewis
Derrick James Lewis, född 7 februari 1985 i New Orleans, är en amerikansk MMA-utövare som sedan 2014 tävlar i organisationen Ultimate Fighting Championship.